# Fan Brycheiniog
Fan Brycheiniog è la montagna più alta della catena delle Black Mountain nel Powys sudoccidentale, quasi al confine con il Carmarthenshire. L'altezza relativa, o "prominenza topografica" della vetta, è di 424 metri: questa è l'altezza alla quale la vetta si eleva al di sopra del colle che la separa della montagna più vicina di altezza maggiore. Sebbene generalmente accettata come parte delle Black Mountain, a volte viene anche indicata come un punto del Carmarthenshire.
C'è un sentiero per la vetta che parte dal villaggio di Llanddeusant. A nord-ovest della vetta principale si trova la vetta inferiore del Fan Foel (781 m), La vetta più alta del Carmarthenshire.
Le vette del Galles e del resto del Regno Unito sono classificate come elenchi speciali per altezza e rilievo; queste vette si chiamano Marilyn, Hewitt e Nuttall. Molte società misurano, controllano e raccolgono questi elenchi e si riuniscono sul sito web "Database of British and Irish Hills". L'altezza della vetta dal livello del mare è di 802 metri (2631 piedi). L'altezza è stata misurata e confermata il 28 ottobre 2001.